# Респіраторно-синцитіальний вірус
Респіраторно-синцитіальний вірус (РСВ; англ. respiratory syncytial virus (RSV),  також Респіраторно-синцитіальний вірус людини (РСВ) та Ортопневмовірус людини) — вірус, який спричинює респіраторно-синцитіальну інфекцію. Є одноланцюговим РНК-вірусом негативного сенсу. Назва походить від великих клітин, відомих як синцитії, які утворюються, коли інфіковані клітини зливаються.
РСВ є єдиною найпоширенішою причиною госпіталізації немовлят з ураженням дихальної системи, при цьому повторне зараження спостерігається часто у подальшому житті. Рівень зараження зазвичай вищий у холодні зимові місяці, спричинюючи бронхіоліт у немовлят, гостре респіраторне захворювання у дорослих і серйозніші клінічні форми, такі як пневмонія у людей похилого віку та осіб з ослабленим імунітетом.
РСВ може спричинити спалахи як у громадах, так і в лікарнях. Вірус уражає епітеліальні клітини верхніх і нижніх дихальних шляхів, спричинюючи запалення, пошкодження клітин і обструкцію дихальних шляхів. Для виявлення вірусу та діагностики хвороби, яку він спричинює, доступні різні методи, включаючи імуноферментний аналіз, тестування на РНК вірусу та отримання культури вірусу.
Основними заходами профілактики є миття рук і уникнення тісного контакту з інфікованими людьми. У травні 2023 року Управління з контролю за продуктами й ліками США (FDA) схвалило першу вакцину проти РСВ Arexvy (розроблена GSK plc) для дорослих віком від 60 років. Профілактичне застосування палівізумабу або нірсівемабу може запобігти респіраторно-синцитіальній інфекції у немовлят із високим ризиком. У серпні 2023 року Управління з контролю за продуктами й ліками США (FDA) схвалило першу 
вакцину проти РСВ Abrysvo (розроблена Pfizer Inc.) для вагітних жінок респіраторно-синцитіальної інфекції у немовлят. Вагітні жінки можуть отримати однодозове щеплення між 32 та 36 тижнем вагітності.